# Kup europskih prvaka 1968./69. (košarka)
Ovo je dvanaesto izdanje Kupa europskih prvaka u košarci. Sudjelovalo je 25 momčadi. Završnica je odigrana u Barceloni 24. travnja 1969. Jugoslavija je imala jednog predstavnika: KK Zadar.

## Turnir

### Poluzavršnica
- Real Madrid -  Standard Liegi 84:46, 109:89
- CSKA Moskva -  Spartak Brno 101:66, 83:92

### Završnica
- CSKA Moskva -  Real Madrid 103:99

- europski prvak:  CSKA Moskva (treći naslov)
  - sastav ([1]): Aleksandr Kulkov, Anatolij Astakhov, Jurij Seličov, Rudolf Nesterov, Vadim Kapranov, Oleg Borodin, Sergej Belov, Nikolaj Kovyrkin, Nikolaj Krjučkov, Gennadij Vol'nov, Jaak Lipso, Vladimir Andrejev, Aleksandr Sidjakin, Anatolij Blik, trener Armenak Alačačjan